# Ácido uvitônico

Ácido uvitônico (ácido 6-metil-2,4-piridinodicarboxílico) é um composto orgânico com a fórmula CH3C5H2N(COOH)2. O ácido é um análogo piridina do derivado benzeno ácido uvítico.
Sob condições normais, o ácido é uma substância cristalina branca.

## Preparação
Ácido uvitônico é obtido pela ação de amônia sobre ácido glutárico.